# 푸하이펑

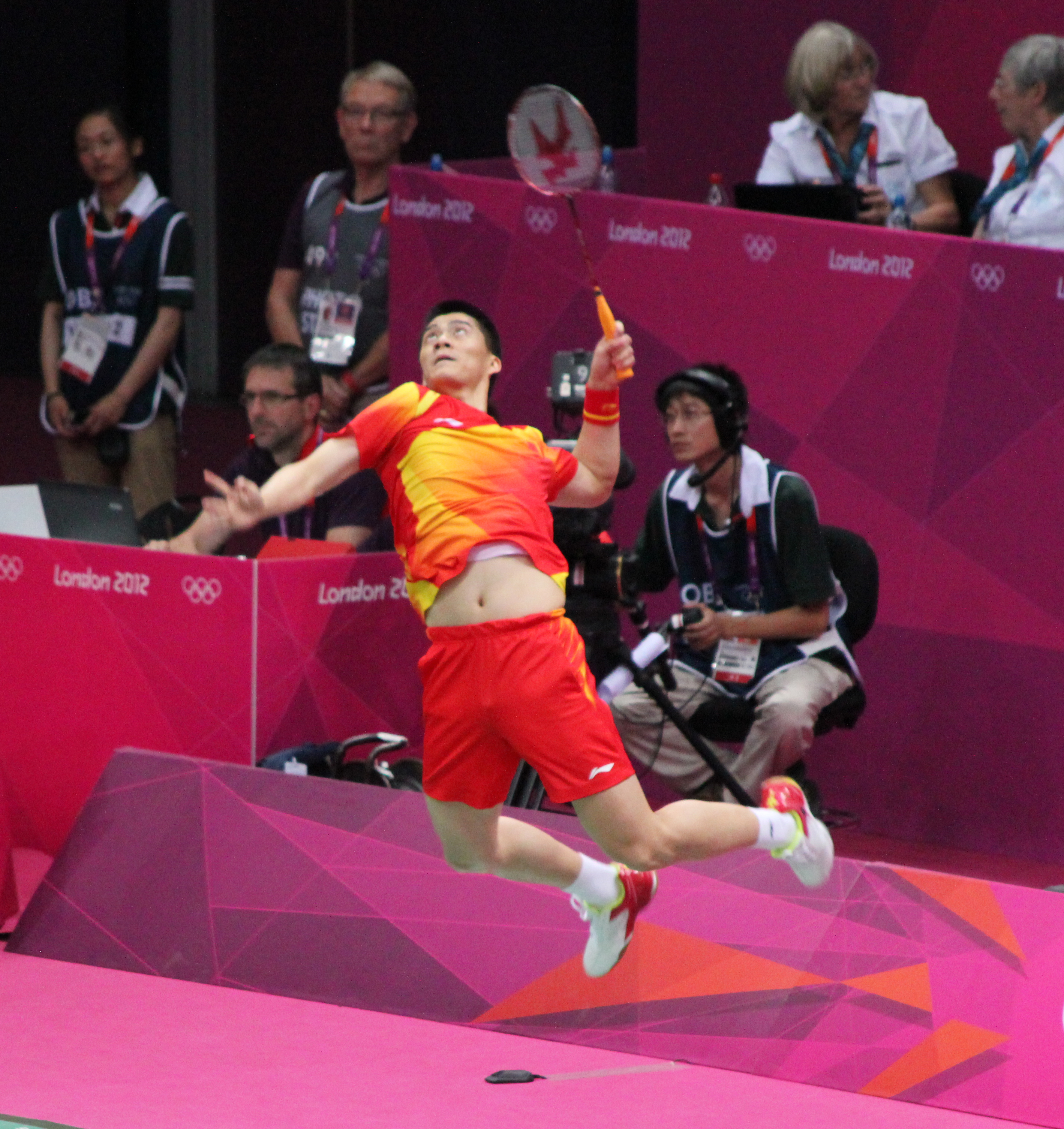

푸하이펑(傅海峰, 1983년 8월 23일 ~ )은 중국의 전직 배드민턴 선수이다. 역대 최고의 남자 복식 선수 중 한 명으로 간주된다.

## 가족
푸하이펑의 할아버지는 후젠성 롄청 출신이었다. 할아버지는 1960년대 인도네시아에서 일어난 반중 폭동으로 인해 인도네시아로 이주했고, 그의 가족은 다시 중국으로 돌아와 광둥성 제양에 정착했다.